# Nebahovy
Nebahovy (in tedesco Nebahau) è un comune della Repubblica Ceca facente parte del distretto di Prachatice, in Boemia Meridionale.